# Sine-Saloum
Sine-Saloum ist die Bezeichnung einer Landschaft im Erdnussbecken des westafrikanischen Landes Senegal, gelegen an der südlichen Petite-Côte und an der Nordgrenze Gambias.
Sine-Saloum war seit 1960 eine der ursprünglich sieben Regionen in der Verwaltungsgliederung Senegals und wurde 1984 in die Regionen Fatick und Kaolack aufgeteilt; letztere umfasste damals auch die später herausgelöste Region Kaffrine. Die Region Sine-Saloum erstreckte mithin über 23.945 Quadratkilometer, etwa 12 % der Fläche Senegals, bei einer Bevölkerung von 1.679.375 Einwohnern (Zensus 2002).
Geschichtlich lagen in diesem Gebiet die ehemaligen Königreiche Sine und Saloum.
Sine-Saloum wird verschiedentlich auch das Einzugsgebiet des Saloum-Flusses und seines rechten nördlichen Zuflusses Sine genannt, das kurz nach dem Zusammenfluss das Saloum-Delta bildet und in den Atlantischen Ozean mündet. In diesem Delta befindet sich ein UNESCO-Biosphärenreservat und darin eingebettet ein UNESCO-Welterbe und der Nationalpark Delta du Saloum.